# Quiberville-sur-Mer
Quiberville-sur-Mer (vor 2024 Quiberville) ist eine französische Gemeinde im Département Seine-Maritime in der Region Normandie an der Alabasterküste im Arrondissement Dieppe. Der Ort hat 544 Einwohner (Stand 1. Januar 2022).

## Geografie

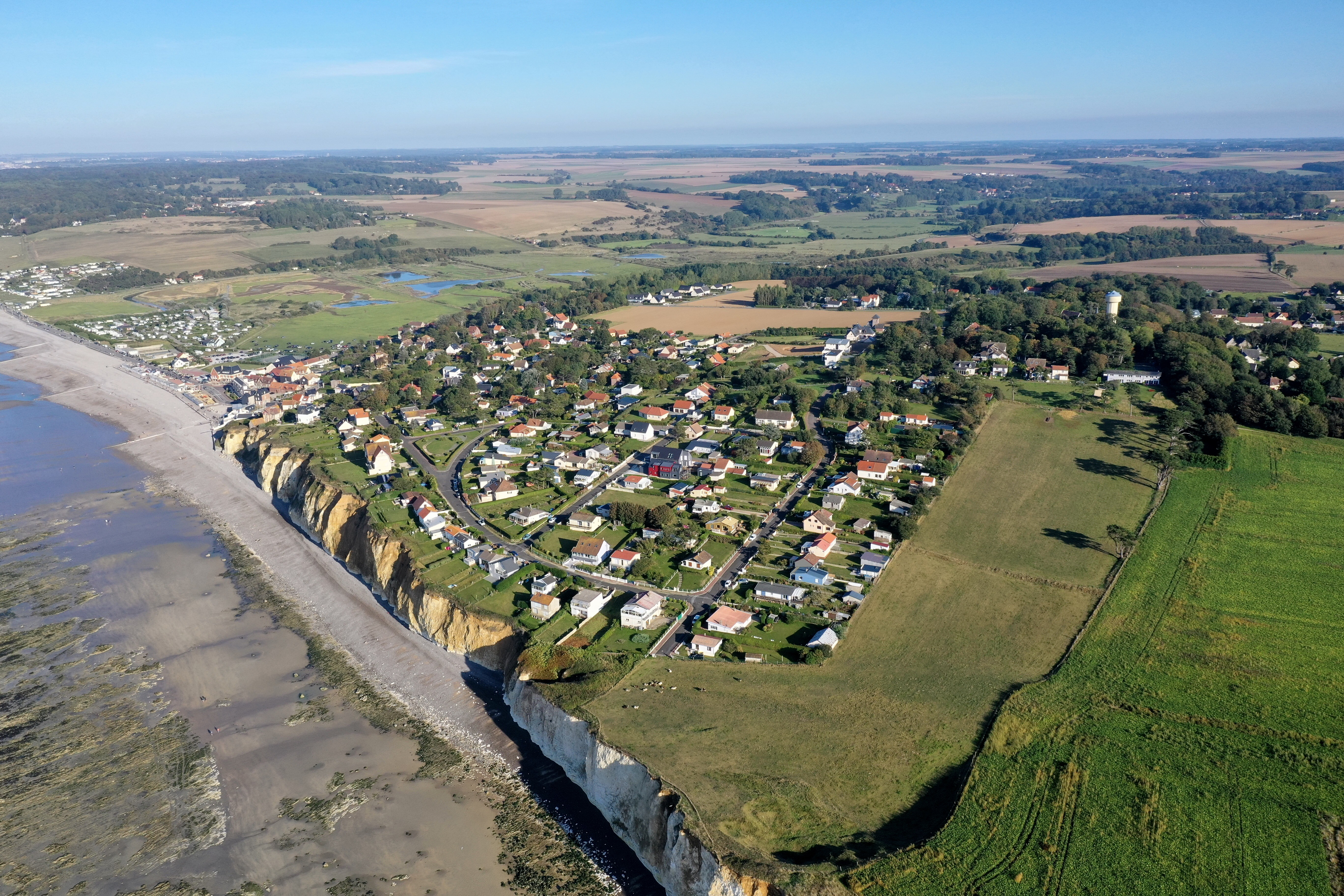
Luftaufnahme von Westen, 2019

Quiberville-sur-Mer besitzt einen langen Kiesstrand, an dessen Ende sich Kreidefelsen erheben. Zwischen Quiberville-sur-Mer und Sainte-Marguerite-sur-Mer mündet die Saâne in den Ärmelkanal. Der Ort liegt etwa 20 Kilometer westlich von Dieppe.

## Reminiszenz
Als Reminiszenz an den Ort schuf der britische Komponist Paul Patterson 1986 ein musikalisches Werk mit dem Titel Memories of Quiberville.